# Вошингтон Корт Хаус (Охајо)
Вошингтон Корт Хаус (енгл. Washington Court House) град је у америчкој савезној држави Охајо.

## Демографија
По попису из 2010. године број становника је 14.192, што је 668 (4,9%) становника више него 2000. године.
| Група             | 2000.          | 2010.          |
| Белци             | 12.691 (93,8%) | 13.130 (92,5%) |
| Афроамериканци    | 367 (2,7%)     | 385 (2,7%)     |
| Азијати           | 111 (0,8%)     | 107 (0,8%)     |
| Хиспаноамериканци | 187 (1,4%)     | 257 (1,8%)     |
| Укупно            | 13.524         | 14.192         |